# Dubčes
Il Dubčes (in russo Дубчес?, nell'alto corso Bol'šoj Dubčes, Большой Дубчес) è un fiume della Russia siberiana occidentale, affluente di sinistra dell'Enisej. Scorre nei rajon Turuchanskij ed Enisejskij del Territorio di Krasnojarsk.
Il fiume ha origine e scorre tra le paludi della periferia orientale del bassopiano della Siberia occidentale. Per tutto il suo corso mantiene una direzione sud-orientale; sfocia nell'Enisej a 1 670 km dalla foce. Ha una lunghezza di 433 km e il suo bacino è di 15 300 km². Il corso del fiume è sinuoso dappertutto. Il suo fondo è roccioso. A valle, l'alveo è un'ampia pianura alluvionale. La composizione dei sedimenti del canale è sabbiosa. Il bacino si trova nella zona della taiga centrale, il clima è nettamente continentale. La vegetazione nel bacino è rappresentata dalle foreste della Siberia occidentale di abeti rossi.
I tratti inferiori del fiume sono navigabili. I suoi maggiori affluenti sono il Kamennyj Dubčes (lungo 268 km) proveniente da sinistra e il Točes (162 km) da destra.